# عدنان خاشقجي
عدنان بن محمد بن خالد خاشقجي (25 يوليو 1935 - 6 يونيو 2017)، ملياردير سعودي وتاجر سلاح مشهور بصفقاته ونشاطاته الغامضة. اشتهر بدوره في فضيحة إيران - كونترا وعلاقته بالبنك المفلس حالياً بنك الاعتماد والتجارة الدولي والعديد من القضايا الشائكة الأخرى، كما أنه مشهور بعلاقاته في أوساط الطبقة العليا سواء في العالم الغربي أو العربي، وكان في فترة من الفترات أغنى شخص في العالم.

## عائلته
- أبوه هو طبيب بشري هو الدكتور محمد خاشقجي، عمل طبيباً للملك عبد العزيز آل سعود، وارتقى حتى أصبح وزير الصحة، وعدنان هو أكبر الأبناء في عائلته.
- والدته سميحة احمد وهي سعودية.[7][8][9][10]
- أخته سميرة خاشقجي هي والدة دودي الفايد ابن الملياردير المصري محمد الفايد الذي كان يملك محلات هارودز الشهيرة، وقد لقي دودي الفايد والأميرة ديانا مصرعهما في حادث سيارة اكتنفه بعض الغموض في باريس عام 1997م، وقد توفيت سميرة خاشقجي عام 1986.
- له أخٌ اسمُهُ عصام خاشقجي.
- زوجته الأولى ثرية وقد طلقها عام 1981م وله منها بنت واحدة هي (نبيلة) وأربع أبناء (محمد، خالد، حسين، عمر). وقد اعتبرت صفقة تسوية طلاقها أحد أكبر التسويات من نوعها (548.4 مليون جنيه استرليني).
- زوجته الثانية لورا بيانكوليني (عرفت باسم لمياء) تزوجها عام 1978م وأنجب منها ابنه علي، ويعتقد أنه قد تزوج أيضاً من العارضة جيل وليامز.
- كما جمعته علاقة بالعارضة هيثر ملز عشيقة المغني الإنجليزي بول مكارتني[11]، وقد راجت حول تلك العلاقة الكثير من القصص والشائعات.
- كما سبق له تولي رئاسة نادي الوحدة السعودي لفترة بسيطه وأيضاً هو عضو شرف داعم كبير لناديي الوحدة واتحاد جدة السعوديين.

## حياته
تلقى تعليمه في كلية فيكتوريا في مدينة الإسكندرية كما درس في عدد من الجامعات ويعتقد أنه لم يكمل دراسته ليتفرغ لنشاطاته التجارية. وقد عرف بإنفاقه الباذخ وبعلاقاته التي بناها مع عدد كبير من أبرز الشخصيات العالمية.
نبعت شهرة عدنان خاشقجي بالأساس من الأدوار التي لعبها كتاجر وكوسيط في صفقات بيع السلاح بين الحكومة السعودية وشركات في الولايات المتحدة، وقد برز في هذا الميدان في سنوات الستينيات والسبعينيات. من بين أهم زبائنه شركة لوكهيد كوربوريشن (أصبحت فيما بعد لوكهيد مارتن كوربوريشن)، ورايثيون، وشركتي غرومان ونورثروب (اللتين اندمجتا لتكونا شركة نورثروب غرومان).
ولتغطية عملياته المالية فقد استخدم واجهة شركات قام بتأسيسها في سويسرا وليختنشتاين ليتقاضى عمولاته عبرها وليطور علاقاته مع عدد من الأشخاص المهمين مثل عملاء وكالة وكالة المخابرات المركزية، ورجل الأعمال الأمريكي بب ربونزو (Bebe Rebozo) أحد المقربين من الرئيس الأمريكي السابق ريتشارد نيكسون.
تورط في فضيحة إيران - كونترا حيث كان هو الوسيط الأساسي في عملية تبادل الرهائن الأمريكيين بالسلاح. وقد وجد أنه في سلسلة الأحداث تلك قد اقترض بتغطية أمريكية وسعودية المال لشراء السلاح من بنك الاعتماد والتجارة الدولي والذي أفلس في وقت لاحق. له علاقات مع الصهاينة فقد كان صديقًا لشيمون بيريز.
انتقل ليعيش في موناكو بعيداً عن الأضواء، ولكن نشاطه بقي مستمراً؛ فقد اجتمع مع ريتشارد بيرل عام 2003 قبيل احتلال العراق.

## وفاته
توفي في لندن في 11 رمضان 1438 هـ الموافق 6 يونيو 2017م أثناء تلقيه العلاج من مرض باركنسون في مستشفى سانت توماس بلندن.

## روابط خارجية
- عدنان خاشقجي على موقع IMDb (الإنجليزية)
- عدنان خاشقجي على موقع مونزينجر (الألمانية)
- عدنان خاشقجي على موقع ميوزك برينز (الإنجليزية)
- عدنان خاشقجي على موقع إن إن دي بي (الإنجليزية)
- عدنان خاشقجي على موقع قاعدة بيانات الفيلم (الإنجليزية)